# Moustier-Ventadour
Moustier-Ventadour este o comună în departamentul Corrèze din centrul Franței. În 2009 avea o populație de 488 de locuitori.

## Evoluția populației
| An        | 1975 | 1982 | 1990 | 1999 | 2006 | 2009 |
| --------- | ---- | ---- | ---- | ---- | ---- | ---- |
| Populație | 316  | 302  | 383  | 416  | 438  | 488  |